# Pantana luzonensis
Pantana luzonensis är en fjärilsart som beskrevs av Semper 1898. Pantana luzonensis ingår i släktet Pantana och familjen tofsspinnare. Inga underarter finns listade i Catalogue of Life.